# Имя нарицательное
И́мя нарица́тельное (лат. nomen appellativum, от др.-греч. προσηγορικόν, дословно — «прозвище»; «аппелятив») — в грамматике имя существительное, определяющее название (категорию) целой группы объектов, которые имеют общие признаки, и называющее эти объекты по их принадлежности к данной категории: книга, стол, стул и т. п.

## Описание
Обширную группу нарицательных имён представляют термины научного и технического характера, в том числе термины физической географии, топонимики, лингвистики, искусства и т. п. Если орфографической приметой всех имён собственных служит написание их с прописной буквы, то имена нарицательные пишутся со строчной буквы.
В русском языке деление некоторых частей речи на более мелкие категории — «лексико-грамматические разряды» — является традиционным.

ЛЕКСИКО-ГРАММАТИЧЕСКИЕ РАЗРЯДЫ

§ 1122. Существительные разделяются на следующие лексико-грамматические разряды: существительные 1) собственные и нарицательные; 2) собирательные; 3) вещественные; 4) конкретные и отвлеченные; 5) одушевленные и неодушевленные.
§ 1123. По признаку называния предмета как индивидуального или как представителя целого класса все существительные делятся на собственные и нарицательные.
§ 1125. Для имен собственных наименований используются нарицательные существительные или сочетания слов. При этом нарицательное существительное не утрачивает своего лексического значения, а лишь изменяет свою функцию.
§ 1126. Отдельный лексико-грамматический разряд среди нарицательных существительных составляют существительные собирательные.
— Русская грамматика (1980)

## Апеллятивация
Переход собственного имени в имя нарицательное называется апеллятивацией, или деонимизацией. Обратный процесс носит название онимизации. Эти два противоположных процесса происходят постоянно и способствуют обогащению словарного состава языка.
В ономастике под апеллятивом (от лат. appellare — обращение) понимается то же, что и существительное нарицательное.

Апелляти́в англ. appellative, фр. appellatif, фр. Appellativum, исп. apelativo. То же, что существительное нарицательное. 
Существи́тельное нарица́тельное (апеллятив) англ. common noun, фр. nom commun, нем. Gattungsname, исп. nombre común. Имя существительное, называющее предмет по принадлежности к данному классу или разновидности, то есть как носителя признаков, объединяющих его с другими предметами данного класса. Русский язык: брат, озеро, страна, победа, дом, человек, цветок и т. п.
— Словарь лингвистических терминов. — (с. 52, с. 465)
В науке существует две точки зрения на связь собственныx имён и нарицательных:
1. граница между нарицательными и собственными именами не абсолютная (Л. А. Булаховский, В. А. Никонов);
2. эта граница абсолютна, так как никаких «промежуточных явлений между собственными и нарицательными именами не существует» (Ю. А. Карпенко).

К «промежуточным словам», которые находятся между несобственными и собственными именами, относятся этнонимы (названия наций, народов, народностей, племён и т. д.). Одни авторы относят их к ономастике, другие — к апеллятивной лексике. Однако по своим функциональным особенностям этнонимы очень близки к названиям животных, растений и т. д. и тяготеют к апеллятивам.
Как утверждает А. В. Суперанская, — любое «несобственное слово», которое «превращаясь в нарицательное, имя может перестать быть существительным и изменить свою парадигму на соответствующую другой части речи».
Переход онима в апеллятив без аффиксации в лингвистике носит название апеллятивация (деонимизация). Например:
- (англ. Charles Boycott → англ. to boycott);
- п-ов Лабрадор → лабрадор (камень);
- Ньюфаундленд → ньюфаундленд (порода собак).

Переход нарицательного имени в собственное может сопровождаться потерей своего прежнего значения, например:
- десница (от др.-рус. дєснъ «правый») → река «Десна». Десна — левый приток Днепра.
- великая → река Великая (небольшая речка на Русском Севере).

Имя нарицательное может обозначать не только категорию предметов, но и какой-либо отдельный предмет внутри этой категории. Последнее происходит, когда:
1. Индивидуальные признаки предмета не имеют значения. Например: «Если собаку не дразнить, она не укусит» — слово «собака» относится к любой собаке, а не к какой-то конкретной.
2. В описываемой ситуации только один предмет данной категории. Например: «Встретимся на углу в полдень» — собеседники знают, какой именно угол послужит местом встречи.
3. Индивидуальные признаки предмета описываются дополнительными определениями. Например: «Я вспоминаю день, когда впервые отправился в плавание» — конкретный день выделяется среди других дней.

Граница между именами нарицательными и собственными не является незыблемой: имена нарицательные могут переходить в имена собственные в виде наименований и прозвищ (онимизация), а имена собственные — в имена нарицательные (деонимизация).
Онимизация (переход апеллятива в оним):
1. калита (сумка) → Иван Калита;

Деонимизация. Отмечены следующие виды таких переходов:
1. имя лица → лицо; Печора (река)→ Печора (город);
2. имя лица → вещь: Кравчук → кравчучка, Кольт→кольт;
3. название места → вещь: Кашми́р → кашемир (ткань);
4. имя лица → действие: Бойкотт → бойкот;
5. название места → действие: Земля → приземляться;
6. имя лица → единица измерения: Ампе́р → ампер, Генри → генри, Ньютон → ньютон;

Имена собственные, ставшие именами нарицательными, называются эпонимами, иногда они используются в шутливом смысле (к примеру «эскулап» — доктор, «шумахер» — любитель быстрой езды и т. д.).
Ярким примером превращения на наших глазах собственного имени в эпоним является слово кравчучка — широко распространённое на Украине название ручной тележки, по имени 1-го президента Леонида Кравчука, в период правления которого челночество приобрело массовый характер, а слово кравчучка в обиходе практически вытеснило другие названия ручной тележки.